# Вальдзиверсдорф
Вальдзиверсдорф (нем. Waldsieversdorf) — община в Германии, в земле Бранденбург.
Входит в состав района Меркиш-Одерланд. Подчиняется управлению Меркише Швайц.  Население составляет 921 человек (на 31 декабря 2010 года). Занимает площадь 15,61 км².
| Год  | Население |
| ---- | --------- |
| 2005 | 1133      |
| 2010 | 898       |